# Wyścigowe Mistrzostwa Węgier 1954
1954 – sezon wyścigowych mistrzostw Węgier.

## Mistrzowie
| Klasa                 | Mistrz                |
| Samochody turystyczne | Samochody turystyczne |
| --------------------- | --------------------- |
| Do 1100 cm³           | Zoltán Szabó          |
| Pow. 1100 cm³         | J. Schmizánszky       |
| Samochody wyścigowe   |                       |
| Do 1100 cm³           | Ferenc Kiss           |
| Pow. 1100 cm³         | András Wimmer         |